# Omaka par (TV-serie, 1992)
För andra betydelser, se Omaka par (olika betydelser).
Omaka par (engelska: Love & War) är en amerikansk komediserie producerad av CBS åren 1992 till 1995. I svensk tv sändes serien på TV4 1993. Trots seriens svenska titel har den inget samband med Neil Simons pjäs med samma namn.
Serien skapades av Diane English, som är mest känd för succén Murphy Brown. Handlingen kretsar kring den fluktuerande romansen mellan en kämpande restauranginnehavare (Susan Dey, ersatt av Annie Potts efter första säsongen) och en sjavig tidningsreporter (Jay Thomas). 
Kännetecknande för den första säsongen var att huvudrollsinnehavarna regelbundet "bröt den fjärde väggen" för att tala direkt till publiken, något man övergav i senare säsonger.
I ett avsnitt av andra säsongen gästspelade Jerry Seinfeld och Larry David som sig själva. Detta för att återgälda seriens skapare Diane English för att hon låtit "Murphy Brown" anställa "Cosmo Kramer" som sekreterare i ett avsnitt av Seinfeld.

## Rollista i urval
- Jay Thomas – Jack Stein
- Susan Dey – Wally Porter
- Annie Potts – Dana Palladino
- John Hancock – Ike Johnson
- Joel Murray – Ray Litvak
- Michael Nouri – Kip Zakaris
- Suzie Plakson – Meg Tynan
- Joanna Gleason – Nadine Berkus
- Charlie Robinson – Abe Johnson